# Клод, Альбер
Альбе́р Клод (фр. Albert Claude; 24 августа 1899, Лонглье (Бельгия) — 22 мая 1983, Брюссель) — бельгийский и американский учёный-биохимик.

## Биография
Родился и умер в Бельгии. Окончил Льежский университет в 1928 году, после года работы в Берлине 20 лет (1929—1950) жил в Соединённых Штатах Америки, сохранив до конца жизни двойное гражданство. 
Альбер Клод превратил цитологию — дисциплину, описывающую строение живой клетки, в настоящую науку. Одним из первых применил метод дифференцированного центрифугирования для исследования субклеточных структур. 
Впервые начал использовать в биологии электронный микроскоп. Показал чёткую связь между структурой, функцией и местоположением в клетке того или иного клеточного элемента. Так, он обнаружил дыхательную функцию митохондрий. Профессор Брюссельского и Рокфеллеровского университетов. 
Он был членом Французской и Бельгийской медицинских академий и почётным членом Американской академии наук и искусств.

## Награды и память
В  1970 году  получил премию Луизы Гросс Хорвиц.
В 1974 году, совместно с двумя коллегами (Георгом Паладе и Кристианом де Дювом), получил Нобелевскую премию по физиологии и медицине «за открытия, касающиеся структурной и функциональной организации клетки».
Изображен на бельгийской почтовой марке 1987 года.
Клод был известен несколько эксцентричным характером и поддерживал тесную дружбу с художниками, включая Диего Риверу и Поля Дельво, а также с музыкантами вроде Эдгара Вареза.